# لوكا نابليون
لوكا نابليون هو لاعب كرة قدم بلجيكي، ولد في 30 سبتمبر 1993 في Gosselies ‏ في بلجيكا. لعب مع موسكرون بيروفيلز.